# Petar Vrankić
Petar Vrankić (Glavatičevo, 1947.) hrvatski je katolički svećenik i crkveni povjesničar.

## Životopis
Vrankić je rođen u Glavatičevu kod Konjica. Studirao je teologiju na Katoličkom bogoslovnom fakultetu u Splitu, a usavršavao se u Rimu. S Želimirom Puljićem zaređen je za svećenika 1974. godine. Nakon licenciranja teologije 1976. Vrankić je studirao crkvenu povijest i srodne studije na Papinskom sveučilištu Gregoriana u Rimu, gdje je 1980. doktorirao.
Nakon završetka školovanja Vrankić je predavao crkvenu povijest i ekumensku teologiju na Vrhbosanskom bogoslovnom sjemeništu u Sarajevu. Godine 1986. preselio se u Augsburg, Zapadna Njemačka. Ondje je počeo predavati na Teološkom fakultetu Sveučilišta u Augsburgu. Nastavio je pisati povijesne članke na hrvatskom jeziku. Od 1998. do 2004. predavao je na Papinskom sveučilištu Svetog Križa, a umirovljen je 2012. godine. Trenutno živi u Augsburgu, gdje se nastavlja baviti crkvenom poviješću.
Vrankić objavljuje na hrvatskom, talijanskom, njemačkom i engleskom jeziku.